# 하기노촌 (미야기현)
하기노촌(萩野村)은 1954년까지 미야기현 구리하라군 북동부에 있던  촌이다. 현재의 구리하라시에 해당한다.

## 연혁
- 1889년 4월 1일 - 정촌제 시행에 수반해 구리하라군 하기노촌이 성립하였다.
- 1954년 12월 1일 - 간나리촌, 사와베촌, 쓰쿠모촌과 합병해 간나리정이 되었다.

## 교통

### 철도
- 일본국유철도
  - 도호쿠 본선

### 도로
- 국도 4호선

## 참고서적
- 『미야기현 정촌 합병지』(미야기현 지방과, 1958)